# Akranes
Akranes es un municipio y una ciudad portuaria islandesa con una población de 6.625 habitantes (datos de 2013). Es capital del condado de Borgarfjardar. El municipio tiene 8,2 kilómetros cuadrados de extensión. Es el municipio más poblado y a la vez el más pequeño de la región de Vesturland.

## Historia

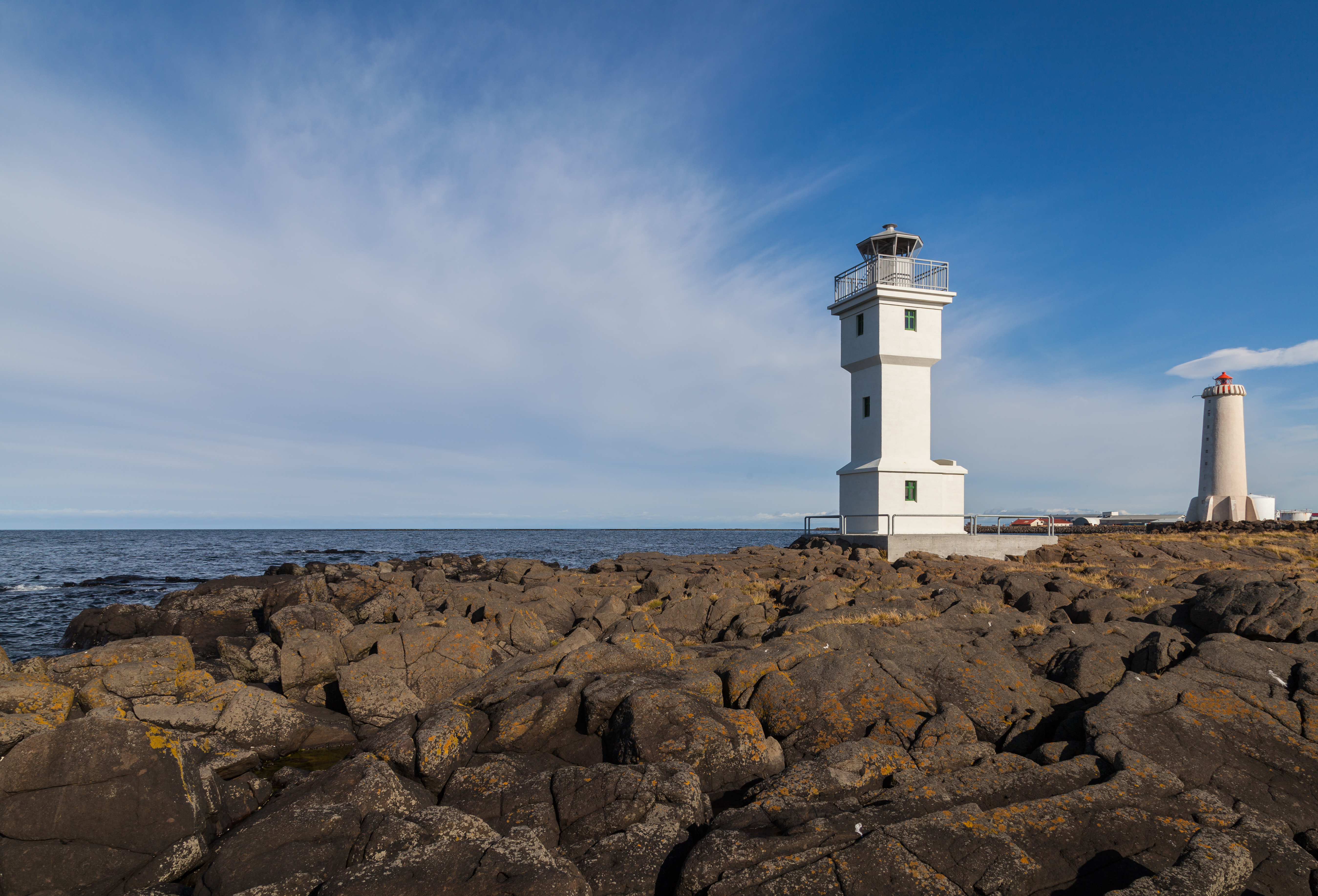
Faros de Akranes.

La historia de la ciudad se remonta a la Época de los Asentamientos (véase Landnámabók), cuando 880 personas de origen irlandés se establecieron en la zona, una región fértil a los pies del monte Akrafjall.
A mediados del siglo XVII, el obispo Brynjólfur Sveinsson del arzobispado de Skálholt trasladó varias embarcaciones para comenzar con la pesca por dicha zona, creando el primer puesto pesquero de todo el país. Esta actividad se ha mantenido hasta la actualidad.
En 1864 la ciudad obtiene garantías regias para convertirse en un centro comercial, lo que impulsa el establecimiento de muchas compañías dirigidas al intercambio de productos agrícolas provenientes del interior del país con productos del mar. 
El estatuto de ciudad le sería otorgado en 1924, marcando el comienzo de su crecimiento poblacional. Igualmente, otro fenómeno que produjo el desarrollo de este centro urbano fue el establecimiento de una fábrica de cemento en 1958.
Se espera que la ciudad crezca paulatinamente en los próximos años por el crecimiento del sector industrial, así como por las mejoras en las comunicaciones con la capital. En 1998 se inauguró el túnel de Hvalfjörður de 5.570 km bajo el Hvalfjörður (fiordo de las ballenas). Este redujo la distancia existente entre Akranes y Reikiavik en 45 km.

## Otros datos de interés
Akranes tiene una larga tradición futbolística y su equipo, el ÍA Akranes ha sido en muchas ocasiones el ganador de la liga nacional.
Dentro de la ciudad hay autobuses municipales (strætó) que se puede utilizar gratuitamente.